# Fernanda Pereyra
Fernanda Gabriela Pereyra (San Juan, 30 de junio de 1991) es una jugadora de voleibol de playa argentina.

## Carrera

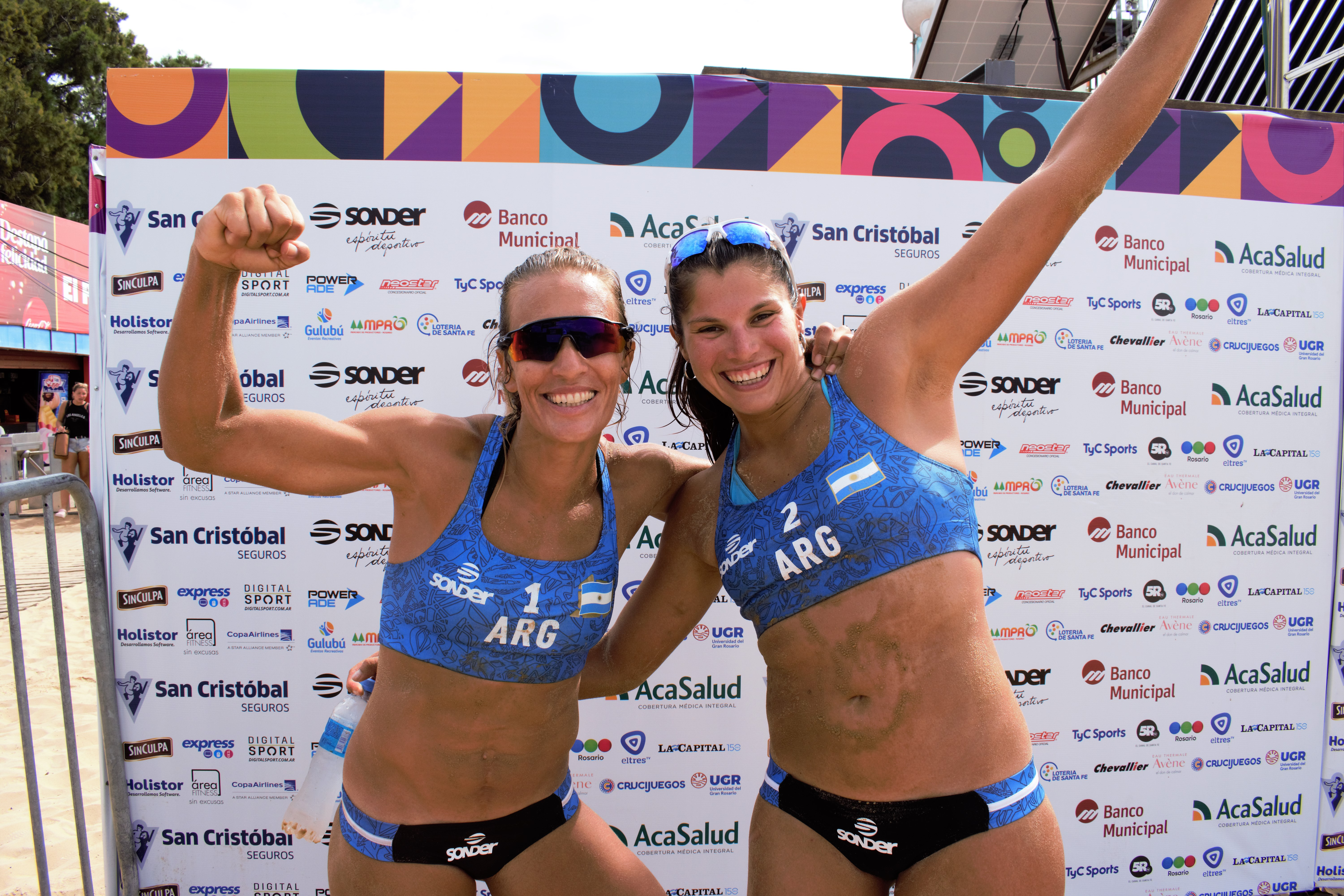
Ana Gallay y Fernanda Pereyra en los Juegos Suramericanos de Playa de 2019

En 2018 formó pareja con Ana Gallay compitiendo en las etapas correspondientes al Circuito Sudamericano de Vóley de Playa, obteniendo el tercer lugar en el Grand Slam de Rosario, el quinto lugar en el Grand Slam de Coquimbo, cuarto puesto en la etapa de Cañete, y alcanzaron la novena posición en el Grand Slam de Santa Cruz de Cabrália, conquista el tercer lugar en la etapa de Montevideo por el Circuito Sudamericano de Vóley de Playa, actuando juntas también en la conquista de la medalla de plata en el CSV Finals en Lima.
En la temporada de 2018-19 estuvo con Ana Gallay disputando el Circuito Alemán de Vóley de Playa (Techniker Beach Tour) conquistando el título de la etapa de Sankt Peter-Ording y el quinto lugar en la etapa de Leipzig y en 2019 conquistaron el título de la Copa de Vóley de Playa (NHK).
Con Gallay vencieron en la fase de la Continental Cup (Grupo C) realizada en Asunción y además disputaron las etapas del Circuito Sudamericano de Vóley de Playa de 2019 terminando en la tercera posición en San Francisco del Sur y en Coquimbo, fueron subcampeonas en la etapa de Lima, y nuevamente ocuparon el tercer lugar en la etapa de Brasília.
Además compitieron en los Juegos Sudamericanos de Playa de 2019 realizados en Rosario, Argentina, finalizando con la medalla de plata y finalizaron en la decimoséptima posición en el Campeonato Mundial de 2019 en Hamburgo.

## Títulos y resultados
- Etapa de Lima del Circuito Sudamericano de Vóley de Playa  2019
- Etapa de Brasília del Circuito Sudamericano de Vóley de Playa 2019
- Etapa de Coquimbo del Circuito Sudamericano de Vóley de Playa 2019
- Etapa de São Francisco del Sul del Circuito Sudamericano de Vóley de Playa 2019
- Grand Slam de Rosario del Circuito Sudamericano de Vóley de Playa 2018
- Etapa de Montevideo del Circuito Sudamericano de Vóley de Playa 2018
- Etapa de Cañete del Circuito Sudamericano de Vóley de Playa 2018
- Etapa de Sankt Peter-Ordingdo Circuito Alemanao de Vóley de Playa 2018
- Copa Alemana NHK de Vóley de Playa 2019